# Non ti conosco più
Non ti conosco più è un film del 1936 diretto da Nunzio Malasomma tratto da un testo teatrale di Aldo De Benedetti.
Dalla stessa opera è stato tratto nel 1980 il film Non ti conosco più amore con Monica Vitti, Johnny Dorelli e Gigi Proietti.

## Trama
Luisa è la bisbetica moglie dell'avvocato Paolo Malpieri; un giorno, dopo una crisi di nervi, non lo riconosce più. Il marito chiede aiuto al professor Spinelli e la moglie riconosce in lui il marito. Arriva una zia di Luisa che non conosce il marito e tenta di accasare la figlia Evelina all'avvocato presentato come amico di famiglia da Luisa. Il mattino seguente il dottore, parlando con la dattilografa, scopre che la crisi è avvenuta quando la moglie ha visto l'avvocato mentre baciava la ragazza. Luisa rivede la scena e, furiosa con il professore, propone a Paolo di fuggire assieme ma, prima, ha un chiarimento con il professore con il quale ha scambiato un bacio forse d'amore.